# 儒侏马先蒿
儒侏马先蒿（学名：Pedicularis pygmaea）为列当科马先蒿属的植物，为中国的特有植物。分布于中国大陆的青海等地，生长于海拔4,000米的地区，多生于多泥浆而生有禾草的河岸上，目前尚未由人工引种栽培。